# Gouvernement Laval IV
Pour les articles homonymes, voir Gouvernement Pierre Laval.
Troisième République
Bouisson Sarraut II
Le quatrième gouvernement Pierre Laval a été le gouvernement de la France du 7 juin 1935 au 22 janvier 1936.

## Composition
| Portefeuille                                             | Titulaire | Titulaire                                  | Parti     |
| -------------------------------------------------------- | --------- | ------------------------------------------ | --------- |
| Président du Conseil                                     |           | Pierre Laval                               | DVD       |
| Ministres d’État                                         |           |                                            |           |
| Ministre d’État                                          |           | Édouard Herriot                            | PRRRS     |
| Ministre d’État                                          |           | Louis Marin                                | FR        |
| Ministre d’État                                          |           | Pierre-Étienne Flandin                     | AD        |
| Ministres                                                |           |                                            |           |
| Ministre de la Guerre                                    |           | Jean Fabry                                 | AD        |
| Ministre des Affaires étrangères                         |           | Pierre Laval                               | DVD       |
| Ministre de l'Éducation nationale                        |           | Philippe Marcombes (jusqu’au 13 juin 1935) | PRRRS     |
| Ministre de l'Éducation nationale                        |           | Marius Roustan                             | RI        |
| Ministre de l'Intérieur                                  |           | Joseph Paganon                             | PRRRS     |
| Ministre de la Justice                                   |           | Léon Bérard                                | AD        |
| Ministre de l'Agriculture                                |           | Pierre Cathala                             | RI        |
| Ministre des Finances                                    |           | Marcel Régnier                             | PRRRS     |
| Ministre des Travaux publics                             |           | Laurent Eynac                              | RI        |
| Ministre des Colonies                                    |           | Louis Rollin                               | AD        |
| Ministre du Travail                                      |           | Ludovic-Oscar Frossard                     | DVG       |
| Ministre du Commerce et de l’Industrie                   |           | Georges Bonnet                             | PRRRS     |
| Ministre des Postes, Télégraphes et Téléphones           |           | Georges Mandel                             | DVD       |
| Ministre de la Santé publique et de l’Éducation physique |           | Ernest Lafont                              | PSDF, USR |
| Ministre de la Marine                                    |           | François Piétri                            | AD        |
| Ministre des Pensions                                    |           | Henri Maupoil                              | PRRRS     |
| Ministre de l'Air                                        |           | Victor Denain                              | SE        |
| Ministre de la Marine marchande                          |           | Marius Roustan (jusqu’au 13 juin 1935)     | RI        |
| Ministre de la Marine marchande                          |           | William Bertrand                           | PRRRS     |
| Sous-secrétaire d’État                                   |           |                                            |           |
| Sous-secrétaire d’État à la Présidence du Conseil        |           | Camille Blaisot                            | FR        |

## Politique menée
Chargé de former le nouveau gouvernement le 6 juin 1935 à 20 h, Pierre Laval présente son équipe ministérielle complète au président Albert Lebrun dès le 7 juin à 3 heures du matin. Il joue la carte de l'union nationale en s'adjoignant notamment Édouard Herriot comme ministre d'État ; le président du parti radical soutiendra ainsi sa politique de décrets-lois. « L'Auvergnat » n'en peuple pas moins son gouvernement de « fidèles », remarque l'historien Fred Kupferman : « Marcel Régnier aux Finances, Pierre Cathala à l'Agriculture, Joseph Paganon à l'Intérieur, Ernest Lafont, son ancien patron, à la Santé publique. [Pierre Laval] conserve lui-même les Affaires étrangères, se sentant capable de conduire un double attelage. »
Le 7 juin 1935, l'investiture à la Chambre des députés est largement favorable : Laval obtient 392 voix pour et seulement 119 voix contre. Cependant, sa demande visant les pouvoirs spéciaux n'est satisfaite que par une majorité de 324 voix contre 160.
L'opinion se divise : la droite nationaliste préconise la conciliation face aux dictatures, la gauche autrefois pacifiste réclame la fermeté face à Hitler et Mussolini.
Le gouvernement de Pierre Laval, gouvernement de centre-droit, met en place une politique de déflation (réduction par décret des prix de divers produits et compressions des dépenses publiques) à partir de juillet. Cette politique poursuivie par le gouvernement Sarraut pour ramener les prix français au niveau des principaux partenaires commerciaux de la France n'aboutit pas à la baisse des prix espérée, car le gouvernement en fait entretien l'inflation en comblant le déficit budgétaire par l'émission de bons du Trésor que les souscripteurs réescomptent auprès de la Banque de France. Ainsi les liquidités en circulation augmentent et stimulent la demande intérieure et l'industrie doit faire face par une hausse de sa production, alors que dans le même temps de mauvaises récoltes et le contingentement des importations poussent à l'augmentation des prix agricoles.
- Chômage : 5 % officiellement (11,5 % officieusement)[réf. nécessaire].